# Pokémon: Let's Go, Pikachu! e Let's Go, Eevee!
Pokémon: Let’s Go, Pikachu! (ポケットモンスター Let's Go! ピカチュウ?, Poketto Monsutā Let's GO!  Pikachū) e Pokémon: Let’s Go, Eevee! (ポケットモンスター Let's Go! イーブイ?, Poketto Monsutā Let's GO! Ībui) sono due videogiochi di ruolo del 2018, sviluppati da Game Freak e pubblicati da Nintendo per Switch.

## Caratteristiche

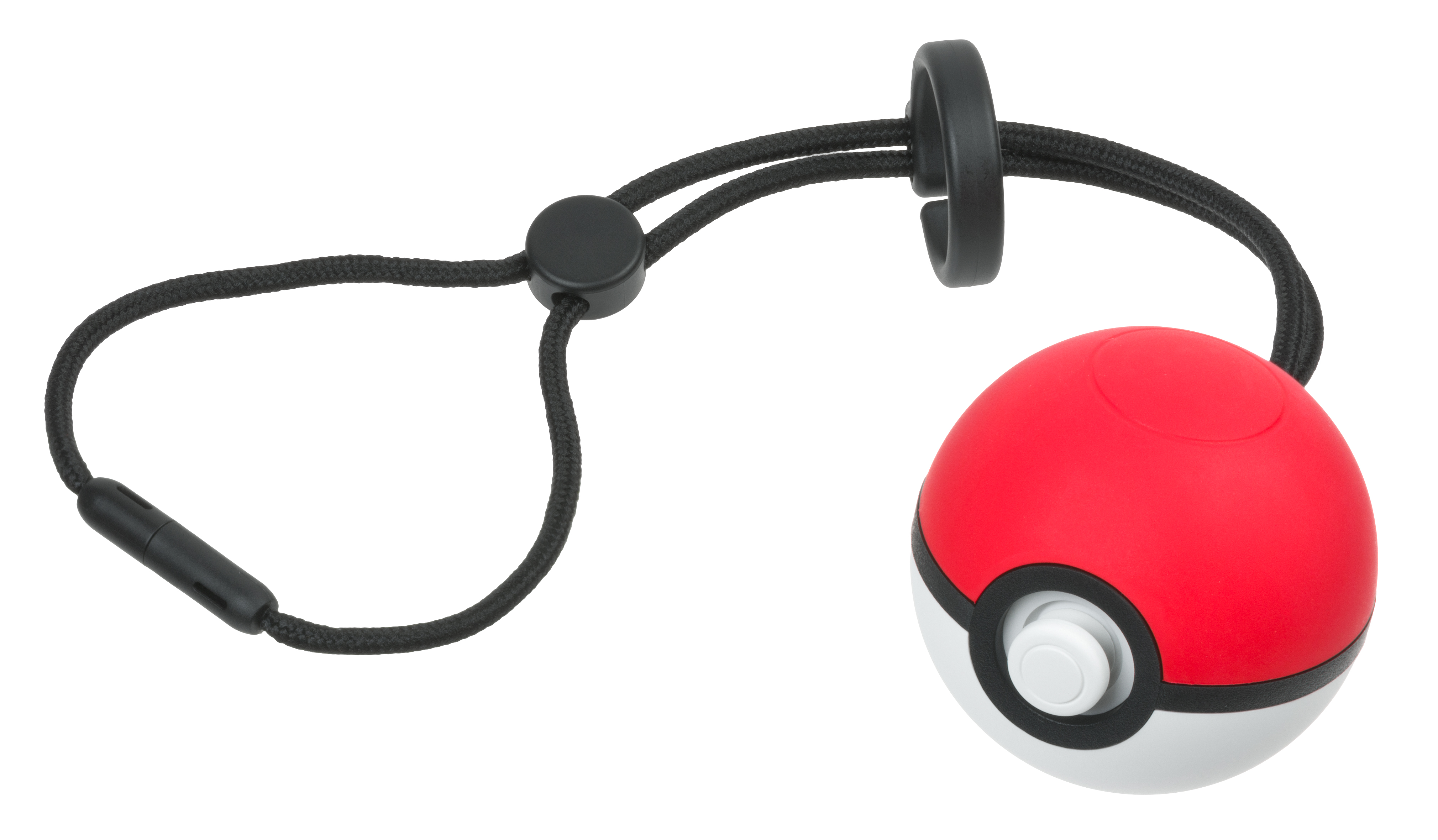
Poké Ball Plus

Nella copertina dei due titoli sono raffigurati i Pokémon iniziali Pikachu e Eevee, che potranno essere personalizzati con vestiti e accessori. I videogiochi sono ambientati nel Kanto e sono compatibili con Pokémon Go. Oltre all'uso del Joy-Con come periferica di gioco, è possibile usare la Poké Ball Plus, un controller a forma di Poké Ball, utilizzabile anche come contapassi, funzionalità che ricalca il Pokéwalker di Pokémon Oro HeartGold e Argento SoulSilver. I due titoli non supportano l'utilizzo del Pro Controller.

## Modalità di gioco
Jun'ichi Masuda ha descritto i due videogiochi come un remake di Pokémon Giallo: il giocatore, infatti, ha la possibilità di intraprendere un viaggio nella regione di Kanto assieme a Pikachu o, in alternativa, Eevee (Pokémon che, nel titolo di prima generazione, apparteneva al rivale del protagonista, il quale poteva intraprendere il viaggio solamente con Pikachu). In ambedue i casi, il giocatore non potrà far evolvere il proprio Pokémon iniziale, che seguirà il protagonista fuori dalla sua Poké Ball. Il gameplay è in parte mutuato da Pokémon Go, in special modo per quanto riguarda le battaglie contro i Pokémon selvatici e la loro cattura.
I due titoli differiscono per il Pokémon iniziale e per alcune specie che si possono incontrare nel corso del gioco, quali Bellsprout, Meowth e Vulpix per Let's Go, Eevee! e Oddish, Sandshrew e Growlithe per Let's Go, Pikachu!. Nel gioco sono presenti alcune megaevoluzioni, tra cui quelle di Venusaur, Charizard e Blastoise.

## Accoglienza
Durante la prima settimana seguente alla loro uscita sul mercato, Pokémon: Let's Go, Pikachu! e Let's Go, Eevee! hanno raggiunto le 3 milioni di copie vendute in tutto il mondo. Al 31 dicembre 2018 le vendite complessive hanno totalizzato 10 milioni di unità.